# St. George (Kansas)
St. George és una població dels Estats Units a l'estat de Kansas. Segons el cens del 2000 tenia 434 habitants.

## Demografia
Segons el cens del 2000, St. George tenia 434 habitants, 173 habitatges, i 106 famílies. La densitat de població era de 380,8 habitants/km².
Dels 173 habitatges en un 34,7% hi vivien nens de menys de 18 anys, en un 52% hi vivien parelles casades, en un 5,2% dones solteres, i en un 38,2% no eren unitats familiars. En el 28,3% dels habitatges hi vivien persones soles el 5,8% de les quals corresponia a persones de 65 anys o més que vivien soles. El nombre mitjà de persones vivint en cada habitatge era de 2,51 i el nombre mitjà de persones que vivien en cada família era de 3,2.
Per edats la població es repartia de la següent manera: un 29,5% tenia menys de 18 anys, un 9% entre 18 i 24, un 33,2% entre 25 i 44, un 20,7% de 45 a 60 i un 7,6% 65 anys o més.
L'edat mediana era de 31 anys. Per cada 100 dones de 18 o més anys hi havia 100 homes.
La renda mediana per habitatge era de 29.306 $ i la renda mediana per família de 34.250 $. Els homes tenien una renda mediana de 22.159 $ mentre que les dones 21.125 $. La renda per capita de la població era de 15.544 $. Entorn del 14,4% de les famílies i el 23,6% de la població estaven per davall del llindar de pobresa.

## Poblacions més properes
El següent diagrama mostra les poblacions més properes.